# 三陸津波
三陸津波（さんりくつなみ）は、日本の東北地方太平洋沖（三陸沖）などを震源とする地震により、同国三陸地方を襲う津波。「三陸沖北部地震」・「八戸沖地震」と称される地震の中にも三陸地方に津波をもたらすケースがある。また、東北地方太平洋沖に限らず、日本から遠く離れた太平洋上や環太平洋地域を震源とする巨大地震による津波が三陸地方に襲来することもある。なお、三陸沖地震を原因とする津波は三陸地震津波とも呼称される。
主な三陸津波は以下の通り。
- 1611年12月2日に発生した慶長三陸地震による津波（慶長三陸津波）。※地震発生当時、「三陸」の地名はまだない。
- 1896年6月15日に発生した明治三陸地震による津波（明治三陸津波）。
- 1933年3月3日に発生した昭和三陸地震による津波（昭和三陸津波）。
- 1960年5月23日（現地時間22日）に発生したチリ地震による津波（チリ地震津波）。津波は翌24日に日本に襲来。
- 2011年3月11日に発生した東北地方太平洋沖地震による津波（東日本大震災、平成三陸津波）[2]。

北海道大学特任教授の平川一臣による津波堆積物の調査から、三陸沿岸に17世紀初頭、12 - 13世紀、869年の貞観津波、1世紀頃、紀元前4世紀頃、紀元前10世紀頃、紀元前15世紀頃と、M9級の津波が3500年に7回襲来していたことが分かった。